# К'єл Геґлунд
К'єл Геґлунд (швед. Kjell Örjan Höglund, народився 8 грудня 1945 року в Естерсунді, Швеція) — шведський співак та автор пісень.
Геґлунд став відомий у 1970 -х роках, і славиться у Швеції своєю сумішшю реалізму, абсурдизму та сюрреалізму.
У 1992 році він був номінований на премію «Ґреммі» як найкращий поп-співак.
К'єл Геґлунд також пише езотеричні та псевдонаукові книги. Багато поглядів Геґлунда, представлені в цих працях, подібні до поглядів данського містика нового часу Мартінуса.

## Біографія
Під час відвідування школи-інтернату в Стремсунді в шістдесятих роках К'єл приєднався до своєї першої групи, Fairlines, яка пізніше називалася The High Fences.
Але після закінчення середньої школи група розпадається, а К'єл переїхав до Стокгольма і розпочав сольну кар'єру.
Проживає у Вестеросі з 1990 року.

## Дискографія
- Undran (1971)
- Blomstertid (1972)
- Häxprocess (1973)
- Baskervilles Hund (1974)
- Hjärtat sitter Till Vänster (1975)
- Doktor Jekylls Testamente (1979)
- Vägen mot Shangri-La (1980)
- Tidens tecken (1984)
- Hemlig kärlek (1986)
- Ormens år (1989)
- Höglund Forever (1992)
- Inkognito (1995)
- Kryptonit (2001)
- Pandoras ask (2006)